# Suze DeMarchi
Pour les articles homonymes, voir Demarchi.
Suze DeMarchi, née le 14 février 1964 à Perth (Australie-Occidentale), est une auteure-compositrice-interprète australienne, surtout connue comme la chanteuse du groupe rock Baby Animals.

## Carrière
DeMarchi quitte l'école à 16 ans et commence sa carrière de chanteuse au début des années 1980, à l'âge de 17 ans, en jouant dans le groupe local Photoplay.
En 1985, elle s'installe à Londres, où elle signe chez EMI et mène d'abord une carrière solo assez réussie dans la musique pop, où elle sort plusieurs singles : Young Hearts, Big Wednesday et Dry Your Eyes.
Découragée par la tentative de la maison de disques de la maintenir dans la pop et éprouvant l'envie de travailler avec un groupe, elle retourne en Australie au milieu de l'année 1989, où elle et ses collègues musiciens de Perth Frank Celenza, Eddie Parise et Dave Leslie forment le groupe Baby Animals. Le groupe rencontre le succès en Australie, sort deux albums, et tourne avec Van Halen et Bryan Adams.
Au début des années 1990, Suze a des nodules dans la gorge qui l'obligent à arrêter de chanter pendant un court moment en 1993, ce qui oblige le groupe à écourter la tournée du deuxième album. En août 1994, Baby Animals partage la scène avec Extreme lors d'un concert sur l'île de São Miguel aux Açores. Ce mois-là, DeMarchi et Nuno Bettencourt, membre luso-américain d'Extreme, se marient et le couple s'installe à Boston. Ils collaborent pour la chanson God Took a Picture, qui apparaît dans le film Highlander 3. L'écriture et l'enregistrement de chansons pour un troisième album du groupe sont prévus pour novembre. En 1995, à la veille de sa première grande tournée aux États-Unis, la société américaine Imago Records ferme ses portes après avoir perdu le soutien de BMG.
DeMarchi poursuit une carrière solo. Bien que vivant à Boston avec son mari et sa jeune fille (apparemment temporairement dans le sous-sol de sa belle-mère à un moment donné), elle signe chez Mushroom Records Australia et sort Telelove en 1999, produit par Bettencourt, et le single Satellite. DeMarchi fait ensuite une tournée en mai à travers l'Australie. DeMarchi est nommée pour un ARIA Award de la meilleure artiste féminine.
En décembre 2000, DeMarchi chante en concert avec le groupe INXS les chansons Shine Like It Does, Never Tear Us Apart, et en duo avec Jon Stevens (leader de remplacement fréquent d'INXS, et anciennement du groupe Noiseworks) Good Times et Don't Change. Les membres du groupe et Suze DeMarchi confirmeront des années plus tard la rumeur immédiate selon laquelle elle aurait pu rejoindre INXS pour remplacer Michael Hutchence.
En juin 2004, DeMarchi est reconnue par la West Australian Music Industry Association et intronisée au WAM Hall of Fame. En 2007, DeMarchi collabore de nouveau avec Bettencourt sur plusieurs chansons pour la bande originale du film Smart People, pour lequel Bettencourt est crédité pour la partition musicale.
En 2007, Baby Animals se reforme avec les quatre membres originaux et sort un troisième album studio. Début 2009, des conflits internes deviennent apparents, Celenza et Parise finissent par partir. DeMarchi continue avec Dave Leslie.
En 2015, DeMarchi sort son deuxième album studio Home.
En février 2018, Baby Animals sort Tonight que la chanteuse Suze DeMarchi écrit après la mort subite de son père.

## Vie privée
DeMarchi est la fille de Walter et Shirley DeMarchi et a trois frères et sœurs aînés ; sa sœur Denise est également chanteuse.
À la fin des années 1980, DeMarchi est la compagne de Gavin Rossdale, chanteur et guitariste du groupe britannique Bush. Des chansons de cette époque parlent de leur relation.
En 1993, DeMarchi rencontre Nuno Bettencourt, alors guitariste du groupe de hard rock Extreme. Ils écrivent et interprètent la chanson Because I Can pour le deuxième album de Baby Animals, Shaved and Dangerous. Le 27 août 1994, le couple se marie aux Açores, d'où est originaire la famille de Bettencourt. En 1996, ils ont leur premier enfant, une fille, Bebe Bettencourt, qui devient actrice. Le couple vient à Los Angeles en octobre 2001. En 2002, DeMarchi et Bettencourt ont leur deuxième enfant à Los Angeles. Le couple se sépare en 2009. DeMarchi revient vivre en Australie peu après et annonce son divorce en 2013.

## Discographie
Albums
- 1999 : Telelove
- 2015 : Home

Singles
- 1986 : Young Hearts
- 1987 : Big Wednesday
- 1988 : Dry Your Eyes
- 1998 : Satellite
- 1998 : Karma
- 1999 : Open Windows